# Gokube
夠酷比股份有限公司（英語：Gokube Inc.）是臺灣的共享電動車品牌，提供微型電動二輪車24小時即時租借服務，於2018年成立，品牌名稱取自日本漫畫七龍珠的主角孫悟空（悟空日語發音為goku），希望電動車對於騎士而言，可以像筋斗雲一樣，招之即來揮之即去。

## 營運範圍
營運範圍為高雄市的鹽埕區、前金區、前鎮區、鼓山區、新興區、左營區、苓雅區、三民區、鳳山區，租借時可將車輛騎乘至範圍外，但須於範圍內才能還車，營運範圍以APP內亮色區塊為準。

## 發展歷史
- 2019年2月27日，Gokube於高雄市鹽埕區、前金區、新興區、前鎮區、苓雅區開始營運。
- 2019年10月1日，擴增北高左營區
- 2020年1月21日，擴增北高左營區、鼓山區涵蓋高鐵左營站、美術館、台鐵(鼓山、內惟、美術館、舊左營與新左營車站)。
- 2020年2月14日，擴增鳳山區區域，涵蓋台鐵(鳳山、正義車站)。
- 2020年3月3日，1000台車輛上線。
- 2020年5月1日，企業用戶服務上線，與遊戲橘子、中宇環保工程提供車輛合作。
- 2020年6月1日，夜光鳥系統上線。
- 2020年8月23日，APP檢舉系統上線。
- 2020年12月15日，蘋果公司App Clips服務上線。
- 2021年2月1日，1200台車輛上線。
- 2021年2月5日，擴增前鎮、鳳山、苓雅小區域延伸。
- 2022年11月30日，因應交通部公路總局規範微型電動二輪車掛牌實施，現有車輛將陸續換牌。車牌形式改為前兩碼英文、後五碼數字，白底綠字外觀。
- 2024年12月31日，門市及網路停止販售騎乘金服務。
- 2025年4月20日，停止營運。

## 申請與使用
《手機App租車》：使用者可以至GooglePlay或AppStore下載GokubeApp，開啟應用並完成註冊後，無需上傳身分證件或駕照，僅需輸入個人手機號碼進行認證，首次使用需進行信用卡、line pay、街口支付其一通過NT$10元付款認證，確認完成即可使用租借服務。
《AppClips租車》：Apple使用者可無需註冊，可透過車輛上方的Apple Pay感應區感應進行租車。該功能需將手機升級至iOS 14版本。

## 服務特色
由於Gokube使用車款皆為微型電動二輪車，採無樁式隨租隨還租車服務。註冊時需上傳駕照與身分證件，年滿16歲即可使用服務。微型電動二輪車依台灣法規規定需配戴安全帽，車輛不得雙載。共享電動車輛需停放於合法公共停車區。
「換電優惠」：車輛電池由維護人員隨時更換與車輛檢查，使用者也可自行至實體門市更換，電量低於30%(含)以下，可獲得30元騎乘金。
「夜光鳥計畫」：於每日晚上11:00至隔天早上07:00不收時間費用。
「優惠折扣區」：車輛還車時若停放於 APP 中的指定區域內可享還車折扣優惠。

## 車輛
Gokube 使用的車款皆為微型電動二輪車，分別為 SuperSOCO CU 與 ECO TF-R 車款為主。微型電動二輪車規範車輛最高速度25km/h。

## 計費與付款方式
Gokube 微型電動二輪車採時間與里程計費，基本費新台幣10元（6分鐘及1.5公里），超過6分鐘每分鐘加收0.4元，超過1.5公里每公里新台幣6元。目前可使用信用卡、Apple Pay、Google Pay、街口支付、LINE Pay、Gokube騎乘金 進行付款。無信用卡使用者也可至Gokube實體門市購買騎乘金或於Yahoo拍賣商城購買後全家超商繳費。。
※註：時間計算以秒進位，金額小數點四捨五入。

## 服務門市
高雄服務門市提供使用諮詢、騎乘金加值與車輛換電池服務。
南高門市：高雄市前金區中華四路340號／服務時間：08:00-00:00

## 外部連結
- Gokube 官方網站  （页面存档备份，存于） （繁體中文）
- Gokube Facebook  （页面存档备份，存于）（繁體中文）
- Gokube Instagram （繁體中文）
- Gokube YouTube （繁體中文）